# Rafalskia
Rafalskia is een geslacht van hooiwagens uit de familie Phalangiidae (Echte hooiwagens).
De wetenschappelijke naam Rafalskia is voor het eerst geldig gepubliceerd door Starega in 1963. 

## Soorten
Rafalskia is monotypisch en omvat slechts de volgende soort:
- Rafalskia olympica